# 福余卫
福余卫，明朝兀良哈三卫之一。因地在古夫余国得名，也被称为「兀者」（与满语「窝集」同源，林中人的代称）。
洪武二十二年（1389年）置福余卫，属羁縻卫。辖境初在今黑龙江省嫩江下游一带，其首领是成吉思汗弟弟铁木哥斡赤斤的后裔。因躲避东蒙古和瓦剌诸部压迫，宣德、正统后南迁至今辽宁省辽阳、沈阳、铁岭、开原等市县一带。1424年，科尔沁部为瓦剌脱欢击败，投奔福余卫。福余卫首领由斡赤斤系转入哈萨尔系。後参与蒙古诸部对明朝辽东一带的侵扰。16世纪中叶后为科尔沁部所吞并。